# Nowodwinsk
Nowodwinsk (ros. Новодвинск) – miasto w północnej Rosji, na terenie obwodu archangielskiego, w północno-wschodniej Europie.
Miejscowość została założona pod nazwą Pierwomajskij w 1936 r. jako osada przyfabryczna obok kombinatu drzewnego. Prawa miejskie od 1977 r.
Miasto liczy 32 639 mieszkańców (1 stycznia 2024 r.) i jest lokalnym centrum przemysłu celulozowo-papierniczego. W miejscowości mieszczą się także zakłady meblowe i przemysł związany z kolejnictwem.